# ウィリアム・ルーサー・ピアース
ウィリアム・ルーサー・ピアース三世（William Luther Pierce III, 1933年9月11日 - 2002年7月23日）は、アメリカ合衆国の極右活動家、物理学者、作家。
オレゴン州立大学の物理学教授として教鞭をとっていたが、その後ネオナチ・白人至上主義的な政治活動に関与した。ネオナチ団体ナショナル・アライアンスの創設者であり、以後彼が死去するまでの30年間にわたり、アメリカにおける有力な白人至上主義者の1人に数えられていた。

## 経歴

### 大学院修了まで

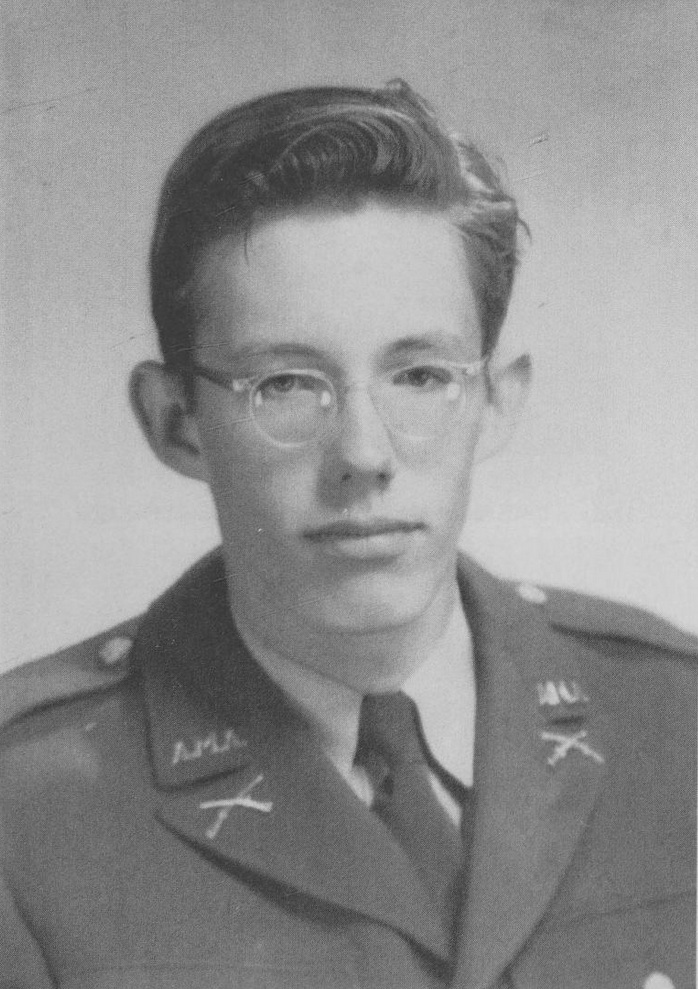
軍学校生徒時代のピアース

1933年、ジョージア州アトランタにてスコットランド＝アイルランド系アメリカ人・イングランド系アメリカ人の長老派教会の家系にて、父ウィリアム・ルーサー・ピアース・ジュニア(William Luther Pierce, Jr.)と母マルグリット・ファレル(Marguerite Farrell)の息子として生を受ける。1936年に生まれた弟サンダース(Sanders)は後に技師となり、ピアースの政治活動にも共感し支援を行っている。父は1892年生まれのバージニア州クリスチャンバーグ出身で、母は1910年生まれのジョージア州リッチランド出身だった。また母の家系を辿ればオールドサウス系貴族でアラバマ州知事やアメリカ連合国司法長官を務めたトマス・ワッツがいる。南北戦争後、母の家系は労働者階級に没落したものの存続していた。父は外航貨物船の監督に携わる役人で、後には保険代理店のマネージャーに転職したが、1942年に交通事故で死亡している。父の死後、ピアースと母、弟の3人家族はアラバマ州モンゴメリーに引っ越し、その後さらにテキサス州ダラスへと移った。
学校でのピアースは優秀な生徒で、1学年を飛び級している。また高校最後の2年間はアレン軍学校(Allen Military Academy)で過ごしている。十代の頃のピアースは、モデルロケットの製作や化学、通信、電子関係の実験、そしてサイエンス・フィクションを読む事が趣味であったという。また、彼が最初に抱いた夢は宇宙飛行士になることだった。
1951年に軍学校を卒業すると、油田の雑役として一時的に働く。しかし金属パイプの落下事故で手を負傷したため退職し、靴のセールスマンの職を得る。その後、ライス大学に通うための奨学金を獲得。1955年にはライス大を卒業して物理の学士(B.A.)の学位を得る。卒業後の一時期はロスアラモス国立研究所で働き、その後カリフォルニア工科大学大学院に進学するがまもなくコロラド大学ボルダー校に移り、1962年には物理の博士号を修得している。1962年から1965年まで、オレゴン州立大学の助教授として物理学を教えた。

### 初期の政治活動
オレゴン州立大学在籍中、彼は2つの社会運動、すなわち民権運動とベトナム戦争に対する反戦運動の台頭を目の当たりにした。彼はこれらをユダヤ人が主導したものと捉え、また共産主義の影響を予想し運動そのものをアメリカ白人に対する脅威と見なすようになる。1962年には一時的に反共団体ジョン・バーチ・ソサエティに入会しているが、まもなく退会している。1965年には政治活動に向けた資金調達の為、オレゴン州立大学での任期を残したままコネチカット州ノースヘブンに移り、航空宇宙メーカーであるプラット・アンド・ホイットニー社の先端材料調査開発研究所にて上級研究員として働く。1966年、ワシントンD.C.に移り、アメリカ・ナチ党の創設者であるジョージ・リンカーン・ロックウェルと知り合う。またこの時期、ピアースは同党の機関誌の1つ『国家社会主義の世界』(National Socialist World)の編集者を務めていた。1967年にロックウェルが、暗殺されると、ピアースはアメリカ・ナチ党の後継組織である国家社会主義白人党(NSWPP)の主要幹部に迎えられた。1968年、ピアースはNSWPPを脱退し、元アラバマ州知事で当時アメリカ独立党の大統領候補だったジョージ・ウォレスが自らの選挙活動を支援する為に立ち上げた青少年組織ウォレス青年隊(Youth for Wallace)に参加した。1970年、ピアースはウィリス・カルトと共にウォレス青年隊をナショナル・ユース・アライアンス(NYA)なる組織へ改組する。1971年頃からNYAの方針についてピアースとカルトはしばしば反目し合うようになり、それを反映してNYAの組織自体も分裂状態に陥った。1974年にはピアース派がナショナル・アライアンスとしてNYAから分離した。

### ナショナル・アライアンス
1974年、正式にナショナル・アライアンスが設立された。ピアースはこの組織を、来るべき白人至上主義によるアメリカ合衆国連邦政府転覆に向けた政治的前衛組織と位置づけていた。以後、ピアースは死ぬまでウェストバージニア州に暮らした。彼は毎週ラジオ番組『アメリカ反体制派の声』(American Dissident Voices)を放送していたほか、ナショナル・アライアンスの党内紙や機関誌の発行に携わり、さらに自前の出版社ナショナル・ヴァンガードやレコード会社レジスタンス・レコードを設立し、運動に関する様々な書籍・レコードを作成・出版・販売していた。
1978年、ピアースはナショナル・アライアンスが教育組織であると主張し、内国歳入庁に免税申請を行ったものの拒否された。ピアースはこれに対して訴えを起こしているものの、裁判では内国歳入庁の判断が支持された。また同時期、彼はパブリック・アクセスのケーブルテレビのトーク番組『Race and Reason』のハーバード・ポインセット(Herbert Poinsett)により取材を受けている。
ナショナル・アライアンスは反シオニズム的活動も行っており、第四次中東戦争勃発時にはマクドネル・ダグラス社によるイスラエルへの軍需品輸出を阻止するべく、同社の株式を大量に買い占めて株主総会の中で訴えを起こそうと試みた。しかし同社は訴えを受け入れず、イスラエルへの輸出を続けた。その後ピアースが『アメリカ反体制派の声』で放送した中東戦争に関するスピーチの一部は、ヒズボラのウェブサイトなど、いくつかのイスラム派の出版物・ウェブサイトに転載された。
1985年、ピアースはウェストバージニア州ミルポイントにある346-エーカー (1.40 km2)の土地を購入して政治的活動および事業の拠点をそこに移した。この際、彼は代金95,000ドルを現金で支払った。ここで彼はコスモジスト・コミュニティ教会(Cosmotheist Community Church)なる団体を設立するが、これは税金対策の為の行動であったとも言われている。1986年には再び免税申請を行ったところ認められ、連邦政府、州、地域のいずれに対する税金も免除された。しかし同年中の再審査において、敷地のうちナショナル・アライアンス本部、ナショナル・ヴァンガード社事務所および倉庫などとして使用していた286エーカー (1.16 km2)については宗教的目的によらない使用と見なされて州税の免税を取り消された。
1990年、ジェイコブ・ヤングが製作したドキュメンタリー・シリーズ『Different Drummer』にてピアースが取り上げられ、公共放送サービス(PBS)で放送された。その後、バージニア州リッチモンドにてロン・ダゲッドが司会を務めるパブリック・アクセスのケーブルテレビの番組『Race and Reality』に出演した。1996年5月19日、ピアースはCBSのドキュメンタリー番組『60 Minutes』に出演する。彼がこのような大手メディアの番組に出演する事は非常に稀であった。番組の中で1995年4月19日に発生したオクラホマシティ連邦政府ビル爆破事件を容認するか否かと尋ねられたピアースは次のように答えた。
否、否、認めるものか。以前から繰り返し話していることだが、アメリカは目下のところ革命情勢に突入していないのであり、よって私がオクラホマシティの事件を容認する事はありえないのだ。
No. No, I don't. I've said that over and over again, that I do not approve of the Oklahoma City bombing because the United States is not yet in a revolutionary situation.—ウィリアム・ピアース
1998年、アメリカにおける白人至上主義を取り上げたディスカバリーチャンネルの番組で取材を受けた。ナショナル・アライアンスの指導者として、ピアースは欧州各国の国家主義的グループとの連携を確立した。接触したグループには、ドイツ国家民主党やギリシャの「黄金の夜明け」党などが含まれる。日本の国家社会主義日本労働者党も接触しており、1999年末には同党の来日講演依頼を承諾したものの多忙と健康状態悪化から実現しなかったという。また、ピアースは『変わりゆく国、アメリカ』(America is a Changing Country)と題した51分のビデオを作成している。このビデオの主題は反グローバリゼーションであり、彼は反グローバリゼーション行動ネットワーク(Anti-Globalization Action Network)なる組織を立ち上げ、2002年6月にカナダで開催が予定されていたG8サミットに対する抗議を行った。
2002年、ピアースは癌により急死した。当時、ナショナル・アライアンスは年あたり100万ドル以上の収益を生み出し、1500人以上の党員と17人の常勤職員を有していたが、以後は内部抗争により衰退していく。しかし、著書や演説ビデオなど彼の著作物については依然として一定の人気がある。最後の演説は2002年4月28日にオハイオ州クリーブランドで行われたものだった。
彼の死後、英国国民党は追悼記事を寄せた。

## 作家活動

### ターナー日記(The Turner Diaries)
1978年、ピアースはアンドリュー・マクドナルド(Andrew Macdonald)のペンネームで小説『ターナー日記』(The Turner Diaries)を発表した。オクラホマシティ連邦政府ビル爆破事件の犯人ティモシー・マクベイは同書に影響を受けて犯行に至った旨を証言している。『ターナー日記』は、近未来の米国を舞台とした人種間闘争を題材としており、「民族の裏切り者」(race traitors)、すなわちユダヤ人、同性愛者、異人種（白人と非白人）間結婚ないし交際を行っている者を対象とした激しい暴力描写が描かれている。例えば作中で「ロープの日」(the Day of the Rope)と呼ばれている場面では、民族浄化の始まったロサンゼルス市の大通りで大勢の「民族の裏切り者」が縛り首にされていく。これらの暴力および殺人は、作中で「絶対的必要悪」(Terrible yet Absolutely Necessary)とされている。物語は白人至上主義に基づく革命を計画する地下組織のメンバー、アール・ターナー氏(Earl Turner)の視点から語られていく。
マクベイの犯行と最も関係が深いのは、主要登場人物の1人が連邦捜査局(FBI)本部の爆破を試みる場面であるとされる。作中の爆破テロと実際の事件の類似性に関する指摘もある。一方で動機について、マクベイ自身はウェーコ事件およびルビーリッジ事件に対する抗議であると述べている。
『ターナー日記』は1980年代初頭の白人至上主義革命を求める国家主義組織に影響を与えた。このグループは沈黙の同胞(Silent Brotherhood)、あるいは単にザ・オーダー(The Order)と自称した。ザ・オーダーはアーリアン・ネーションズから分離したグループの1つで、合法的な政治活動に基づく「安楽椅子革命」(armchair revolutionaries)に反発を覚えた過激派である。彼らは紙幣の偽造や銀行強盗など様々な犯罪行為に関与していた。ザ・オーダーの指導者だったロバート・ジェイ・マシューズはワシントン州ウィドビー島のアジトにて警官隊との銃撃戦の末に死亡した。そのほか、後にその名を知られるデヴィッド・レーンを含むザ・オーダー主要メンバーは全員が逮捕され連邦刑務所に送られたが、未だに白人至上主義に対する支持を表明している者が多いという。
1996年、ピアースは『ターナー日記』の出版権をライル・スチュアートに売却している。

### ハンター(Hunter)
1989年、ピアースは再びアンドリュー・マクドナルドのペンネームを用い、小説『ハンター』(Hunter)を発表した。主人公オスカー・イエーガー(Oscar Yeager)はベトナム帰りのF4戦闘機のパイロットであり、彼は異人種のカップルを殺害しようとする。あるインタビューの中で、ピアースは『ハンター』が『ターナー日記』よりも現実的な作品と述べ、彼が執筆中に意識したという読者に対する「教育的プロセス」について解説した。
『ハンター』の内容はいくつかの白人至上主義・ネオナチ団体に所属した経験を持つ連続殺人犯ジョゼフ・フランクリンに捧げられたものであるという。

## 宗教
ピアースは長老派教会の家系に生まれたものの、10代の頃には無神論者となった。1970年代に入ると、ピアースはコズモティズム(Cosmotheism)なる宗教を提唱した。在米ユダヤ人団体の名誉毀損防止同盟では、この宗教を単にナショナル・アライアンスの税金逃れを目的としたものと推定している。また人権擁護団体の南部貧困法律センターでは、これを「偽宗教」(bogus religion)としている。
コスモティズムの実態は万有内在神論の一種と見なされており、教義の一節には「全ては神と共に、神は全てと共に」(all is within God and God is within all.)という箇所がある。ピアースが提唱したコスモティズムにおいては、現実における物事の本質を踏まえ、存在を可変させることにより、完全な「普遍的意識」(universal consciousness)ないし神格(godhood)に向けて共に進化しなければならないとされている。コスモス(Cosmos)とは秩序ある調和のとれた世界を意味し、すなわち神(divine)は完全なシステムの不可分な部分である意識と現実と共に存在すると理解される。
『我らの理由』(Our Cause)と題した演説の中で、ピアースは次のように述べている。

我々が必要とするのは、諸君が我々の、単純ながら壮大な取り組みに共同する事である。私は先ほど真実を述べた。諸君は諸君が、創造主の創りだした全体の一部であることを認めなければならない。また諸君には諸君の目的、人類の目的、全ての創造物の目的を理解し、加えてそれが創造主の目的であることを理解して欲しい。つまりルーン文字に象徴される創造の道、我々の人生の道は終わりのない向上であり、この道は創造主の自己実現に向けて上へ上へと伸び続けている。そして、この道を歩むものが神性を得るのだ。
All we require is that you share with us a commitment to the simple, but great, truth which I have explained to you here, that you understand that you are a part of the whole, which is the creator, that you understand that your purpose, the purpose of mankind and the purpose of every other part of creation, is the creator's purpose, that this purpose is the never-ending ascent of the path of creation, the path of life symbolized by our life rune, that you understand that this path leads ever upward toward the creator's self-realization, and that the destiny of those who follow this path is godhood.

ピアースは「これまでよりも一層と高い自己意識の状態が宇宙の進化をもたらす」という思想を万有内在神論に取り込む形でコスモティズムを生み出した。彼の政治思想は白人を最初に超人種(Super race)と位置づけるべく人種的純度と優生学を軸としており、後にコスモティズムに基づく個々の神格に関する思想が加わった。またピアースは階層社会が自然の本質的減速たる適者生存により成り立っていると信じており、人類の進化の頂点にあるはずの白人は他の全ての人種から分離され、また他の人種を支配して然るべきというのが持論であった。この思想に従い、欧州および北米においては人種浄化(racial cleansing)すなわち大量追放などを用いる社会政治的計画の実施が必須であると主張していた。

## 家族
ピアースは生涯で5度結婚している。最初の妻パトリシア・ジョーンズ(Patricia Jones)は、カリフォルニア工科大学在学中に知り合った数学者だった。ピアースとジョーンズは1957年に結婚し、1960年には双子の息子ケルヴィン(Kelvin)とエリック(Erik)が生まれている。その後、ケルヴィンは航空宇宙技師となり、エリックは計算機科学者となった。1982年に離婚。同年、アーリントンのナショナル・アライアンス事務所で働いていたエリザベス・プロステル(Elizabeth Prostel)と再婚する。しかし1985年には離婚し、この頃にピアースは活動の拠点をウェストバージニア南部に移している。また、同時期には彼が死ぬまで付き添っていたシャム猫のハドレー(Hadley)を飼い始めている.。1986年、ハンガリー出身のオルガ・シュケルレッツ(Olga Skerlecz)と結婚する。彼女はクロアチア＝スラヴォニア王国の総督を務めたイワン・シュケルレッツの親類に当たる。1990年離婚。後にオルガは離婚の理由について「より素晴らしきカリフォルニアの地」(for greener pastures in California)の為だったと語った。1991年初頭、ジュザンナ(Zsuzsannah)という別のハンガリー人女性と結婚。出会いのきっかけはピアースがハンガリーの女性誌に掲載した国際結婚を希望する広告であったという。1996年夏頃に離婚し、ジュザンナはフロリダに移住した。最後の妻となるイレーナもハンガリー人で、1997年に結婚してピアースが死去するまで婚姻関係は続いた。

### 未出版
- Who We Are. (1978-82)
- American Dissident Voices. (1976-2002)
- The Best of Attack! and National Vanguard. (1970-2002)

## 関連書籍
- Swain, Carol M.; Russ Nieli (2003-03-24). Contemporary Voices of White Nationalism in America. Cambridge University Press. ISBN 0-521-81673-4